# جورج واشنطن وودورد
جورج واشنطن وودورد هو محامي وقاضي وسياسي أمريكي، ولد في 26 مارس 1809 في بيثاني في الولايات المتحدة، وتوفي في 10 مايو 1875 في روما في إيطاليا. نشط حزبياً في الحزب الديمقراطي. وقد انتخب عضو مجلس النواب الأمريكي ‏.